# Jean de Lauzon

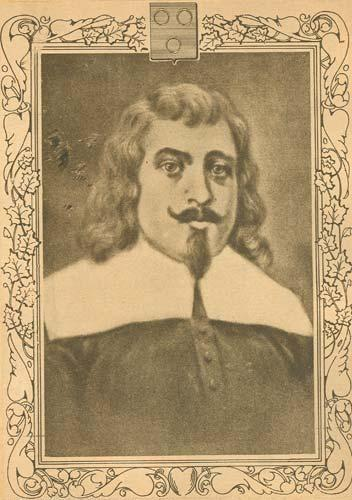
Jean de Lauzon

Jean de Lauzon, auch  Jean de Lauson (* um 1584; † 16. Februar 1666 in Paris) war von 1651 bis 1657 Gouverneur von Neufrankreich.

## Leben
Jean de Lauzon entstammte einer Familie bretonischen Ursprungs, die sich im 16. Jahrhundert im Poitou angesiedelt hatte. Er war der älteste Sohn von François de Lauson, Seigneur von Lirec, Ratgeber im Parlement, und der Isabelle Lottin, Tochter des Seigneur de Charny (heute ein Teil von Lévis südlich von Québec). Ab dem 3. Februar 1613 gehörte Jean de Lauzon dem Parlament an, am 23. Februar 1622 wurde er maître des requêtes. In dieser Funktion leitete er 1632 die Untersuchungen gegen Henri II., Duc de Montmorency, und 1634 gegen den Duc d’Épernon. Er stieg zum Président du Grand Conseil auf und wurde Intendant der Provence, später der Guyenne und um 1640 der Dauphiné.
Darüber hinaus war er am 29. April 1627 Gründungsmitglied der Compagnie de la Nouvelle France und ihr Intendant. Die Besprechungen fanden in seinem Haus statt, die Abrechnungen wurden dort vorgelegt und er durfte in Abwesenheit Kardinal Richelieu vertreten. Nachdem David Kirke und dessen Brüder 1629 Québec für England erobert hatten, gelang es de Lauzon durch Verhandlungen, die Kolonie zurückzugewinnen, wie selbst Samuel de Champlain zugestehen musste. Beim Streit um die Alleinrechte bei der Missionierung in Kanada unterstützte er die Jesuiten. Den gegnerischen Kapuzinern verweigerte er die Überfahrt und ihre Jahrgelder. Nach jahrelangen Beschwerden gestand er ihnen zu, sich an den Conseil de Québec zu wenden. Allerdings war er inzwischen Gouverneur, so dass der abschlägige Bescheid nicht überraschen konnte.
In dieser Funktion als Gouverneur eignete er sich und seiner Familie so viel Land an, dass seine Familie der größte Landbesitzer in der Kolonie wurde. Sein ältester Sohn François erhielt das riesige Gebiet zwischen dem Rivière Richelieu und Châteauguay. Für sich selbst erlangte er ab 1636 die Seigneurie über die Île de Montréal und die Île d’Orléans sowie ein Achtel der Beaupré-Seigneurie und vor allem die Seigneurie, die seinen Namen trug. Trotz entsprechender Vorgaben, die von den Grundherren die Ansetzung von Siedlern verlangten, brachte de Lauzon nicht einen einzigen Siedler nach Neufrankreich, war aber dennoch zusammen mit seinem Sohn ab etwa 1640 der größte Grundherr in der Kolonie.
1640 wurde er Intendant der Dauphiné mit Sitz in Vienne. Ob er in diesem Jahr die Insel, auf der Montréal gegründet werden sollte, für die exorbitante Summe von 150.000 Livres verkauft hat, ist nicht gesichert.
De Lauzon wurde am 17. Januar 1651 Gouverneur und landete am 13. Oktober in Québec. Er fand eine Kolonie vor, die durch die Irokesen bedroht war; daher erhielt er umfassende Rechte. Zusammen mit seinen drei Söhnen, seine zweite Frau Anne Després war kurz zuvor gestorben; seine erste Frau war Marie Gaudar gewesen, nutzte er seine Vorrechte. Seinen Sohn Jean machte er zum Grand Seneschall von Neufrankreich und stattete ihn mit Gütern um Cap-Rouge und in der Lauzon-Seigneurie aus. Sein Sohn Louis wurde Sieur de La Citière und erhielt eine Seigneurie, die den Namen Gaudarville erhielt, zu Ehren von Marie Gaudar, seiner verstorbenen Mutter. Sein jüngster Sohn Charles, der am 1. Juli 1652 nach Québec gekommen war, wurde Herr der Wälder und Seen, dazu erhielt er Ländereien in Charny und Lirec. Darüber hinaus heiratete er seine Söhne in die leitenden Familien ein. Jean heiratete Anne Després, Charles Marie Louise, Louis Catherine Nau. Sein ältester Sohn François war bereits Ratsherr in Bordeaux. Er eignete sich 1654 das Monopol im Pelzhandel an, was die Siedler dazu veranlasste, eine Petition an König Ludwig XIV. zu schicken. Der König entschied am 15. März 1656 gegen das Monopol der Lauzons, die Handelsgesellschaft in Québec hob es eilig wieder auf.
1653 handelte er einen Friedensvertrag mit den Mohawk aus. Doch 1656 versagte die Diplomatie bei Häuptling Andioura, als die Franzosen einen Handelsposten bei den Onondaga einrichten wollten. Die Mohawk attackierten am 20. Mai 1656 die mit den Franzosen verbündeten Huronen und vernichteten ihre Siedlungen. Auf ihrer Rückkehr zogen sie ostentativ an den Stadtmauern von Québec entlang und sangen Spottlieder auf die Franzosen. Im September kehrte der Gouverneur nach Frankreich zurück, um seine Kontakte bei Hof zu stärken und um einen Konflikt mit dem König zu vermeiden. Die Kolonie überließ er seinem Sohn Charles.
Kurz vor der Abreise eignete er sich die Felle im Wert von 300.000 livres an, die Des Groseilliers in Québec ausgeladen hatte. Die Handelsgesellschaft konnte ihn angesichts seiner rücksichtslosen Gier am 7. März 1657 entlassen. Einige aus der Familie Lauzon blieben jedoch in Nordamerika und beeinflussten als große Grundbesitzer die Politik der Kolonie; das galt insbesondere für seine Söhne. Eine von de Lauzons Nachkommen, Marie-Catherine-Antoinette de Lauzon, heiratete den späteren Gouverneur Roland-Michel Barrin de La Galissonière (1747–1749).